# Oh, Sleeper
Gli Oh, Sleeper sono un gruppo musicale statunitense formatosi a Fort Worth, Texas, nel 2006.
Dopo aver pubblicato un EP con l'etichetta indipendente 1x1 Music, la band ha realizzato tre album in studio per l'etichetta metal cristiana Solid State Records. Nel 2013 la band ha cominciato a produrre la sua musica in maniera indipendente.

## Formazione

### Formazione attuale
- Shane Blay – voce melodica, chitarra solista (2006-presente)
- Micah Kinard – voce death, programmazione (2006-presente)
- Nate Grady – basso (2011-2012), chitarra ritmica (2012-presente)
- Zac Mayfield – batteria, percussioni (2010-presente)

### Ex componenti
- Johno Erickson – basso (2012-2014)
- James Erwin – chitarra ritmica (2006-2012)
- Lucas Starr – basso (2006-2011)
- Ryan Conley – batteria, percussioni (2006-2008)
- Matt Davis – batteria, percussioni (2008-2010)

## Discografia

### Album in studio
- 2007 – When I Am God
- 2009 – Son of the Morning
- 2011 – Children of Fire

### EP
- 2011 – The Armored March
- 2013 – The Titan